# The Wonder Begins
《The Wonder Begins》는 원더걸스의 데뷔 싱글 음반이다. 〈Irony〉의 리믹스 버전을 제외한 모든 곡은 같은 해 9월 발매된 첫 번째 정규 앨범 《The Wonder Years》에 수록되었다. 조선희 작가가 음반 재킷 사진을 맡았다.

## 곡 소개

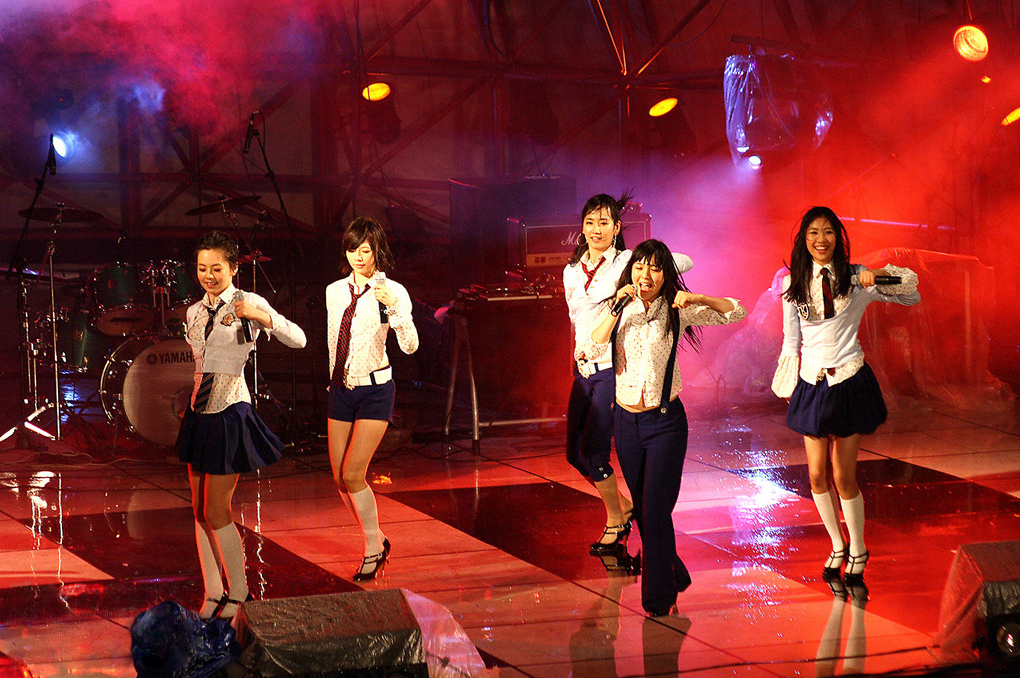
〈Irony〉 공연 중

타이틀곡 〈Irony〉는 순진한 척하는 남자친구를 믿지 못하겠다는 내용의 가사로, 힙합 리듬에 역동적인 안무가 더해진 댄스곡이다. 뮤직비디오는 원더걸스의 멤버들이 바람 피우는 남자친구를 찾아낸다는 내용으로 장재혁 감독이 제작하였으며, 같은 소속사 탤런트 김동윤이 출연하였다. 원더걸스가 태국 현지 방문을 하지 않은 상태에서 이 곡으로 MTV Thailand International Chart 5위를 차지하고, 2007년 ‘7월의 아티스트’에도 선정되는 등 인기를 누렸다.
후속곡 〈미안한 마음〉은 서정적인 발라드곡이다. ‘tears’라는 부제가 붙어 2007년 4월 27일 디지털 싱글로 발매되었으며, 영화 《눈물이 주룩주룩》 영상을 뮤직비디오로 사용하였다. 태국에서는 〈It's Not Love〉라는 제목으로, 대한민국에는 공개되지 않은 활동 모습이 뮤직비디오로 제작되어 소개되었다.

## 수록곡
| #             | 제목                              | 재생 시간 |
| ------------- | --------------------------------- | --------- |
| 1.            | Irony                             | 4:04      |
| 2.            | Bad boy                           | 3:10      |
| 3.            | 미안한 마음                       | 3:59      |
| 4.            | Irony (Tae Kwon - daybreak Remix) | 3:57      |
| 총 재생 시간: | 총 재생 시간:                     | 25:10     |

## 판매량
| 기준       | 판매량 | 누적 판매량 | 순위 |
| ---------- | ------ | ----------- | ---- |
| 2007년 2월 | 3,750  | 3,750       | 17   |
| 3월        | 2,053  | 5,803       | 27   |
| 4월        | 902    | 6,705       | 50   |
| 11월       | 795    | 10,642      | 50   |
| 2008년 1월 | 1,125  | 12,579      | 40   |
| 2월        | 712    | 13,291      | 48   |
| 6월        | 643    | 14,815      | 50   |
| 누적       | 14,815 | 14,815      | -    |